# محمد السنوار
محمد إبراهيم حسن السنوار وكُنيته أبو إبراهيم، (وُلِدَ في 16 سبتمبر 1975 في مخيم خان يونس 17 مايو 2025) قائد عسكري فلسطيني، يُعد أحد أبرز القادة العسكريين لكتائب القسام، وهو عضوًا في مجلس الأركان العسكري للكتائب، وقائدًا للواء خان يونس. وضعته إسرائيل على رأس قائمة المطلوبين للاغتيال لها إذ اتهمته بالتخطيط لمجموعة كبيرة من العمليات الهجومية الفلسطينية، كما تقول إسرائيل بأنه أحد "العقول الرئيسية" لعملية طوفان الأقصى التي انطلقت في 7 أكتوبر 2023، وهو شقيق يحيى السنوار قائد حركة حماس في قطاع غزة.

## نشأته
وُلِدَ محمد إبراهيم حسن السنوار بتاريخ 16 سبتمبر 1975 في مخيم خان يونس للاجئين في قطاع غزة لأسرة فلسطينية لاجئة عام 1948 من بلدة مجدل عسقلان، وتلقى تعليمه الأساسي في مدارس وكالة الأمم المتحدة لإغاثة وتشغيل اللاجئين الفلسطينيين "الأونروا".

## حياته العسكرية
التحق بصفوف حركة حماس منذ نشأتها عام 1987، وشارك في الانتفاضة الفلسطينية الأولى، وانضم لكتائب عز الدين القسام الذراع العسكرية للحركة، فاعتقلته حينها إسرائيل في سجونها لنشاطه في حركة حماس، كما اعتقلته السلطة الوطنية الفلسطينية في التسعينيات على ذات الخلفية ضمن حملات الاعتقال السياسي، وبعد اندلاع انتفاضة الأقصى عام 2000 ببضعة شهور فقد نجح في الهرب من سجون السلطة الفلسطينية في رام الله.
تدرج في مواقع تنظيمية في حركة حماس وفي ذراعها العسكري، وتولى مُنذ عام 2005 منصب قائد "لواء خان يونس" في كتائب عز الدين القسام لسنواتٍ، وأصبح عضوًا بارزًا في هيئة أركان كتائب القسام "المجلس العسكري".
اتهمته وتتهمه إسرائيل بأنه "العقل المدبر" لعدد كبير جدًا من العمليات الهجومية الفلسطينية، لا سيما "عملية الوهم المتبدد" في 25 يونيو 2006 والتي استهدفت موقعًا عسكريًا إسرائيليًا على الحدود الشرقية لمدينة رفح وأُسر فيها الجندي الإسرائيلي جلعاد شاليط وصولًا لصفقة التبادل عام 2011 التي تولى الإشراف عليها بشكل مباشر.
يقول الرئيس السابق للاستخبارات المضادة في جهاز الموساد الإسرائيلي: "كان محمد دائمًا أكثر أهمية من أخيه يحيى".

## رجل الظل والميت الحي
محمد السنوار الذي يُعرف بألقاب "رجل الظل" و"الميت الحي" يكاد لا أحد يعرف ملامحه، ولم يظهر إلا في تسجيل نادر بثته كتائب القسام عقب الانسحاب الإسرائيلي من غزة عام 2005، ثم ظهر إعلاميًا لأول مرة وذلك في 27 مايو 2022 خلال برنامج "ما خفي أعظم" على قناة الجزيرة، كما أنه لم يشارك في تشييع جنازة والده الذي تُوفي في 12 يناير 2022.
كانت كتائب القسام قد أعلنت عام 2014 عن مقتل محمد السنوار، ونشرت صورًا تظهره ممدًا بالدماء، وقال محلل استخباراتي بأن "تزييف موت السنوار جزء من خطة محكمة لحماية أحد قادة الظل في حركة حماس".

## محاولات اغتياله
نجا السنوار من أكثر من ستة محاولات اغتيال إسرائيلية وأصيب خلالها، منها محاولة اغتياله في 11 أبريل 2003 بواسطة زرع جسم ملغم في جدار منزله بمدينة خان يونس، وكانت آخر هذه المحاولات خلال "معركة سيف القدس" في مايو 2021.
في 24 أكتوبر 2004 هدمت القوات الإسرائيلية منزل عائلته، وفي حرب غزة عام 2014 قصفت إسرائيل منزله.

## طوفان الأقصى
تتهم إسرائيل محمد السنوار بالتخطيط بشكلٍ وثيق ومباشر لعملية طوفان الأقصى التي بدأت في 7 أكتوبر 2023، فتقول إسرائيل بأنه أحد "العقول الرئيسية" للعملية، وبهذا الخصوص يقول رئيس سابق لمكافحة الإرهاب في جهاز الموساد الإسرائيلي لصحيفة "التليجراف": "أن مجموعة تتكون 4 أشخاص تقف وراء الهجوم المميت (طوفان الأقصى)؛ بنسبة 100% كان محمد السنوار أحد هؤلاء الأربعة".
في نوفمبر 2023 ضمن "معركة طوفان الأقصى" أعلن وزير الدفاع الإسرائيلي يوآف غالانت عن مُلاحقة إسرائيل لمحمد السنوار إلى جانب شقيقه يحيى السنوار، خلال بيان للوزير في تل أبيب ظهرت فيه صورتا محمد ويحيى السنوار.
كما أعلن الجيش الإسرائيلي في نوفمبر 2023 أنه داهم مكتب محمد السنوار في قطاع غزة وصادر من المكتب "كراسات قتال تابعة لمنظمة حماس".

## وصلات خارجية
- عن محمد السنوار، قناة الجزيرة، 18 أكتوبر 2022.
- جانب من مقابلة قناة الجزيرة مع محمد السنوار، مايو 2022 على يوتيوب.